# شپرسا جونگتسایی
شپرسا جونگتسایی (زادهٔ ۶ فوریهٔ ۱۹۵۲) باستان‌شناس و سکه‌شناس آلبانیایی است که از سال ۲۰۰۸ تا ۲۰۱۳ مدیر مؤسسهٔ باستان‌شناسی در آکادمی مطالعات آلبانی‌شناسی بود. او دریافت‌کنندهٔ نشان وِرمیل از انجمن سکه‌شناسی فرانسه است و به دلیل قدردانی از فعالیت‌های علمی و خدماتش به دانش سکه‌شناسی، به عنوان عضو ناظر موسسهٔ باستان‌شناسی آمریکا منصوب شد.

## زندگی‌نامه
جونگتسایی در ۶ فوریهٔ ۱۹۵۲ در تیرانا در آلبانی متولد شد. او در سال ۱۹۶۹ در دانشکدهٔ فیلولوژی دانشگاه تیرانا تحصیل کرد و در سال ۱۹۷۳ در رشتهٔ زبان‌های کلاسیک (لاتین و یونانی باستان) فارغ‌التحصیل شد. او بعداً آموزش تخصصی سکه‌شناسی را نزد اولیویه پیکارد در سوربن (پاریس چهارم) و مدرسهٔ فرانسوی در آتن، با میشل آماندری در دفتر مدال‌ها در پاریس و با جیوانی گورینی در دانشگاه پادوآ دریافت کرد. در سال ۱۹۸۳ با پایان‌نامه‌ای تحت عنوان «سکه‌های شهرهای ایلیری» به راهنمایی سلیم اسلامی دکترای خود را دریافت کرد.
از سال ۱۹۷۴ او به‌طور حرفه‌ای با مؤسسهٔ باستان‌شناسی در آکادمی مطالعات آلبانی‌شناسی مرتبط است. در سال ۱۹۹۴ یک دورهٔ آموزشی بازدید در اتاق سکهٔ هِبِردن در موزهٔ اشمولین، آکسفورد برگزار کرد. او بین سال‌های ۱۹۹۹ و ۲۰۰۷ رئیس بخش آثار باستانی در مؤسسهٔ باستان‌شناسی آکادمی مطالعات آلبانی‌شناسی و از سال ۲۰۰۸ تا ۲۰۱۳ مدیر مؤسسهٔ باستان‌شناسی بود.
جونگتسایی همچنین استاد سکه‌شناسی در دانشگاه تیرانا است و در تعدادی از اکتشافات باستان‌شناسی و پروژه‌های تحقیقاتی شرکت کرده‌است. او تحقیقاتی را در مورد Hija e Korbit Hoard، مجموعه‌ای از ۶۱۸ سکهٔ نقره سرپرستی کرد. او همچنین روی سکه‌های رومی بوترینت با سم مورهد و ریچارد عبدی کار کرده‌است. او روی سکه‌هایی از تومول تدفین ماقبل تاریخ لوفکند در آلبانی کار کرده‌است.

## افتخارات
- در سال ۲۰۰۰ نشان Vermeil Token - مدال انجمن سکه‌شناسی فرانسه به او اعطا شد.[۵]
- در سال ۲۰۱۰ او به عنوان عضو ناظر مؤسسهٔ باستان‌شناسی آمریکا منصوب شد.[۶]

## آثار برگزیده

### تک‌نگاری‌ها
- Thesare me monedha antike të gjetura në Shqipëri (shek. V-I p.Kr) (Tirana, 2015).
- Trésors de monnaies antiques trouvés en Albanie (Ve-Ier siècle av. J. -C.), with O. Picard (École française d'Athènes, Athens, 2019).

### مقالات
- (1995). "Le monnayage d'argent d'Égine et le trésor de Hollm (Albanie) 1991", with H. Nicolet-Pierre, in Bulletin de Correspondance Hellénique, 119-1. Páxinas 283-338.[۷]
- (1998). "Le trésor de Dimalla 1973 et le passage du monnayage hellénistique au monnayage impérial à Apollonia d'Illyrie", with O. Picard, in Bulletin de Correspondance Hellénique, 122-2. Páxinas 511-527.[۸]
- (2001). "Apollonia et le monnayage épirote: le trésor de Bakërr", with O. Picard, in Revue Numismatique, 157. Páxinas 323-249.[۹]
- (2003). "Monnaies d’Apollonia", with O. Picard, in Iliria, 31. Páxinas 259-266.[۱۰]
- (2010). "Le monnayage de Phoinikè sous l’empire romain", in Revue Numismatique, 166. Páxinas 383-396.[۱۱]
- (1998). Gjongecaj, Shpresa. "Le trésor de Kreshpan (Albanie)." Revue numismatique 6.153, 81-102.[۱۲]